# Mihai Teliman
Mihai Teliman (n. 20 noiembrie 1863, Siret, Suceava, România – d. 21 decembrie 1902, Siret, Suceava, România) a fost un ziarist și scriitor român din Bucovina.

## Biografie
A urmat școala primară și gimnaziul la Siret, după care s-a înscris la Școala reală superioară din Cernăuți, ale cărei cursuri le-a absolvit în anul 1882. A urmat apoi studii la Academia de pictură din Viena (1882-1887).
Revine în Bucovina în anul 1888 și predă timp de doi ani la Gimnaziul greco-oriental din Suceava, ca profesor de desen. Ca urmare a unor neînțelegeri cu directorul școlii, renunță la activitatea didactică și se dedică publicisticii, la sugestia savantului, ziaristului și poetului Teodor Robeanu (George Popovici). A lucrat sau a colaborat la ziarele "Patria", "Sentinela", "Timpul" sau "Deșteptarea", fiind autorul mai multor foiletoane satirice.
Iată un exemplu de satiră politică a lui Mihai Teliman, intitulată „Candidați în tot ungherul”:
“De la dizolvarea parlamentului încoace, foiește Bucovina de candidați și, peste scurt timp, vor fi zidurile stradelor pline de manifeste. Pentru cetățeanul iubitor de pace nu există teroare mai grozavă decât un manifest lipit de muri și înzestrat cu secularul titlu: <Fraților compatrioți!>. Observatori încărunțiți în arta de a studia acest soiu de placate știu foarte bine că anunță totdeauna o nenorocire, adecă, sau un jubileu al unei somități gârbovite sub povara patimilor și a slugărniciei, pentru care o altă somitate bizantină prepară un conduct de torțe, sau că sărmana patrie sângerează la frontiere, sau urcarea birului, sau candidatura vreunui mare politician salvator de neam și lege. Cetățeanul precaut, dacă vede de departe înscripția, o tulește iute…”.
A murit în anul 1902 la Siret și este înmormântat în cimitirul bisericii de lemn din satul Mănăstioara, astăzi cartier al orașului Siret. La mormântul său, societatea academică Junimea din Cernăuți i-a ridicat un frumos monument, pe care sunt scrise următoarele cuvinte: Mihai Teliman. 1863-1902. "...și m'am întors în patrie din Saul un Paul". Societatea academică "Junimea" din Cernăuți cinstește memoria scriitorului care a fost un atât de viteaz crainic al conștiinței românești.

## Recunoaștere postumă

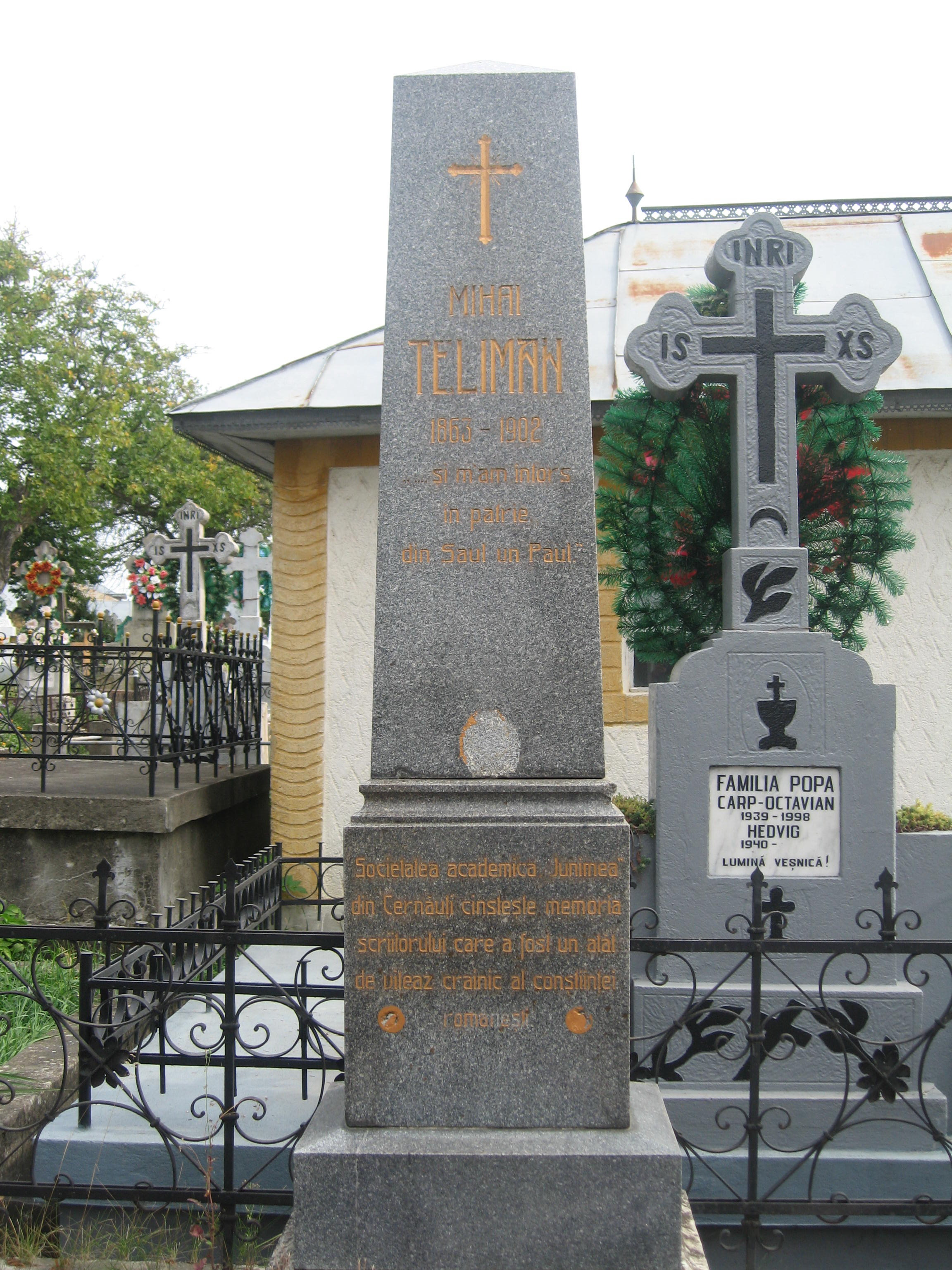
Mormântul lui Mihai Teliman din cimitirul din Mănăstioara (Siret)

Prin Hotărârea nr. 97/2000 a Consiliului Local Siret, i s-a acordat post-mortem scriitorului Mihai Teliman titlul de cetățean de onoare al orașului.
În prezent, Casa de cultură a orașului și strada unde a locuit ziaristul poartă numele de Mihai Teliman. Primăria Siretului i-a ridicat un bust în preajma Casei de Cultură.
Prin Hotărârea Nr. 77 din 30.09.2008 a Consiliului local al orașului Siret a fost înființat Centrul Cultural „Mihai Teliman” care are în componența sa Casa de Cultură Mihai Teliman și Biblioteca Orășenească T.V. Stefanelli.
În anul 2002, profesorul siretean Silvestru Pânzariu lansa, în articolul "Salvați casa Mihai Teliman!" din ziarul „Crai nou”, ideea renovării totale a locuinței în care a trăit Mihai Teliman cu scopul de a fi amenajată acolo o casă memorială. În timp, ca urmare a nepăsării autorităților și a pretențiilor proprietarului unei jumătăți din locuință care ar fi cerut o sumă exorbitantă pentru casă, casa s-a năruit aproape complet, rămânând din ea doar trei pereți ruinați și câteva bârne.

## Scrieri
- Foiletoane (cu prefață de George Tofan), volum editat de Societatea Academică Junimea din Cernăuți, tipărit la Tipografia Soc. Școala Romînă, Suceava, 1906

### Reeditări
- Foiletoane (Vol. 1), 144 p., Rădăuți, Editura Institutului Bucovina-Basarabia, 1998, ISBN 9739822428